# 田心街道

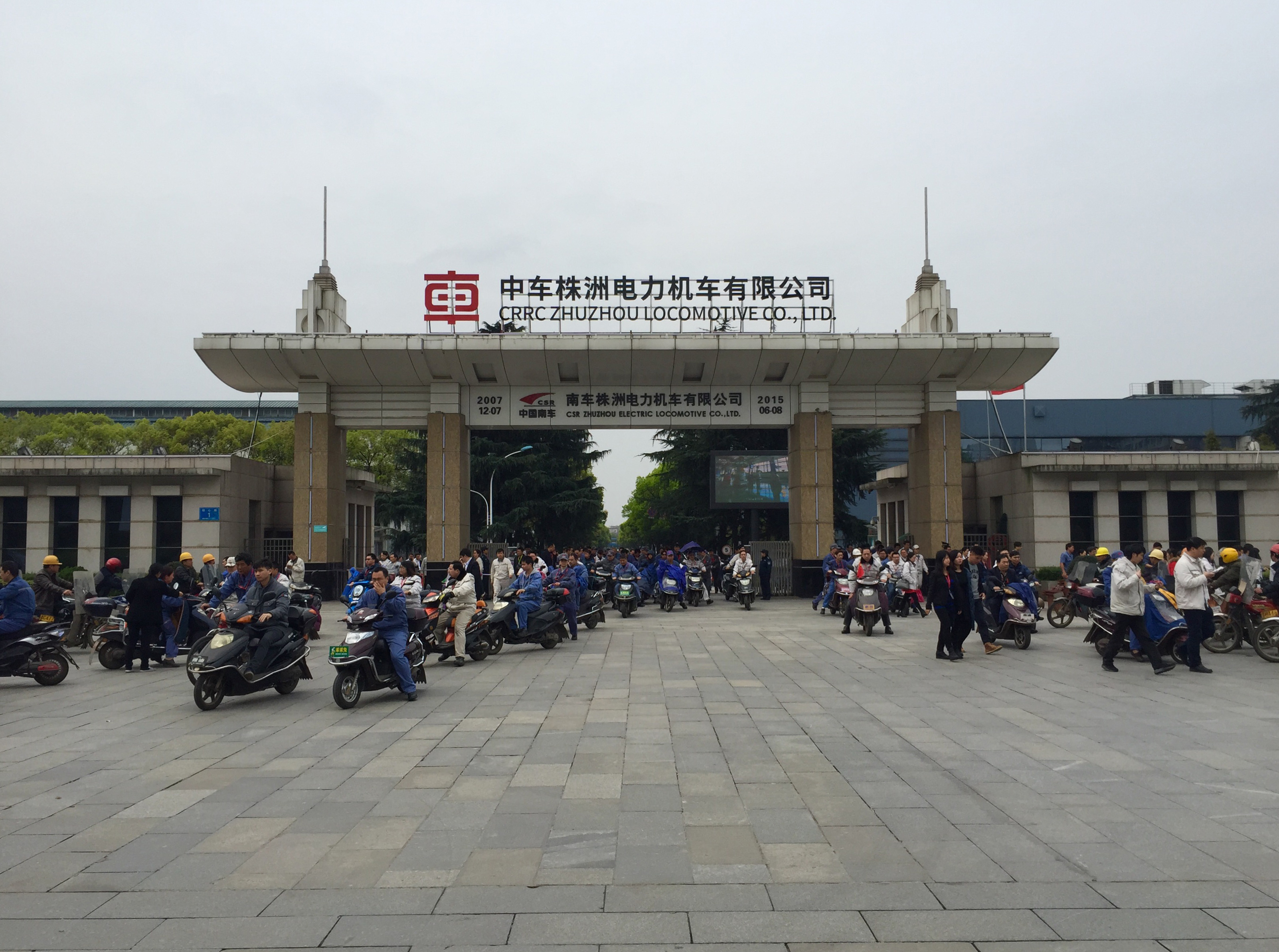
下班時的中車株機厂门

田心街道，中华人民共和国湖南省株洲市石峰区下属的一个街道，因早期地名田心塅而得名，唯民众常将“塅”字略去，故逐渐改称“田心”。

## 建制沿革
- 1969年，设田心街道，属株洲市东区；
- 1997年，改属石峰区；
- 2005年，龙头铺镇的双丰、田心、新民、井龙、横石5个村与原白马乡的荷花、袁家冲、茅塘3个村划入。

## 行政区划
田心街道下辖以下地区：
叫鸡岭社区、东门社区、南峰社区、北岭社区、泉塘湾社区、田心社区和田心村社区。

## 交通
田心街道范围内的田心站、株洲北站为京广铁路和沪昆铁路的交汇处，铁路交通繁忙。
长株潭城际铁路在田心北门一带设田心东站（规划建设阶段曾称时代站），已于2016年12月26日开通。
- Z335次列车通过田心站
- 株洲北站院门
- 长株潭城铁田心东站工地

## 旅游资源
2014年11月，中车株机厂在田心踢金岭道路施工过程中，发现一座东汉墓，是为踢金岭汉墓，古墓的文物已于2015年被株洲市文物局收藏，配套建设的汉文化街也于2015年底对外开放。